# Taranto
 Ikke at forveksle med Toronto.
Taranto er en italiensk by, beliggende i den syditalienske region Apulien. Byen har 188.098(2023)indbyggere.
Byen er opbygget omkring en naturlig havn, som har været benyttet siden oldtiden. Byen ligger på vestsiden af den italienske "hæl" og vender ud til det Ioniske Hav i modsætning til Apuliens andre havnebyer, der vender mod Adriaterhavet.
Taranto er mest kendt for at være hovedbase og hjemsted for den italienske flåde.

## Henvisning
- Wikimedia Commons har flere filer relateret til Taranto